# Gabriel Trejo Paniagua
Gabriel Trejo Paniagua (Casas de Millán, España, 1562-Málaga, España, 1630) fue un arzobispo, cardenal y político español.

## Biografía
Nació en el año 1562 en Casas de Millán (Concejo de Plasencia) y se trasladó a Salamanca, estudiando en el Colegio del Arzobispo, del que fue rector, y doctorándose tanto en Derecho Civil como en derecho Canónico, a partir de ese momento comenzó una larga carrera dentro de la administración del Reino, ocupando diversos cargos.
Fue oidor de la Real Chancillería de Valladolid. En la Corte ocupó los cargos de fiscal del Consejo de Órdenes Militares, Inquisidor y Capellán Mayor del convento de las Descalzas Reales.
El 2 de diciembre de 1615 y a instancias el rey Felipe III, el Papa Paulo V lo creó cardenal, con el título de San Pancracio, siendo miembro de las Congregaciones Regulares del Índice, del Concilio y de la Inquisición. No tomó parte en el cónclave que concluyó con la elección de Gregorio XV, pero si en el de 1623, en el que se eligió a Urbano VIII, el cual lo nombró Arzobispo de la ciudad de Salerno en Italia.
En el año 1617 se le nombró obispo de Málaga, pero no ocupó su plaza y tras graves enfrentamientos con el Conde-Duque de Olivares, éste consiguió que en 1629, se le ordenara incorporarse a su sede diocesana. Llegó a Málaga el 16 de enero de 1630, falleciendo poco tiempo después el 11 de febrero de ese mismo año.